# Shivani
Shivani es una ciudad censal situada en el distrito de Akola en el estado de Maharashtra (India). Su población es de 13699 habitantes (2011). 

## Demografía
Según el censo de 2011 la población de Shivani era de 13699 habitantes, de los cuales 7022 eran hombres y 6677 eran mujeres. Shivani tiene una tasa media de alfabetización del 87,90%, superior a la media estatal del 92,03%: la alfabetización masculina es del 92,79%, y la alfabetización femenina del 82,76%.